# Fenhexamid
Fenhexamid ist ein systemisches Fungizid aus der Wirkstofffamilie der Sterolbiosynthesehemmer. Es wirkt durch Hemmung der 3-Keto-Reduktase. Der Wirkstoff wurde 1998 von Bayer CropScience eingeführt.

## Zulassung
2001 wurde Fenhexamid von der EU-Kommission in die Liste der erlaubten Pflanzenschutzmittel-Wirkstoffe aufgenommen, 2016 wurde die Erlaubnis vorläufig bis Ende 2030 verlängert.
Fenhexamid ist unter dem Handelsnamen Teldor in Deutschland, Österreich und der Schweiz zugelassen und wird spezifisch gegen Grauschimmel (Botrytis cinerea) und Monilinia fructigena bei vielen Kulturen eingesetzt.
In der Schweiz gilt für Kopfsalate und andere Salatarten ein relativ hoher Rückstandshöchstgehalt von 50 Milligramm Fenhexamid pro Kilogramm.